# Ural (computadora)

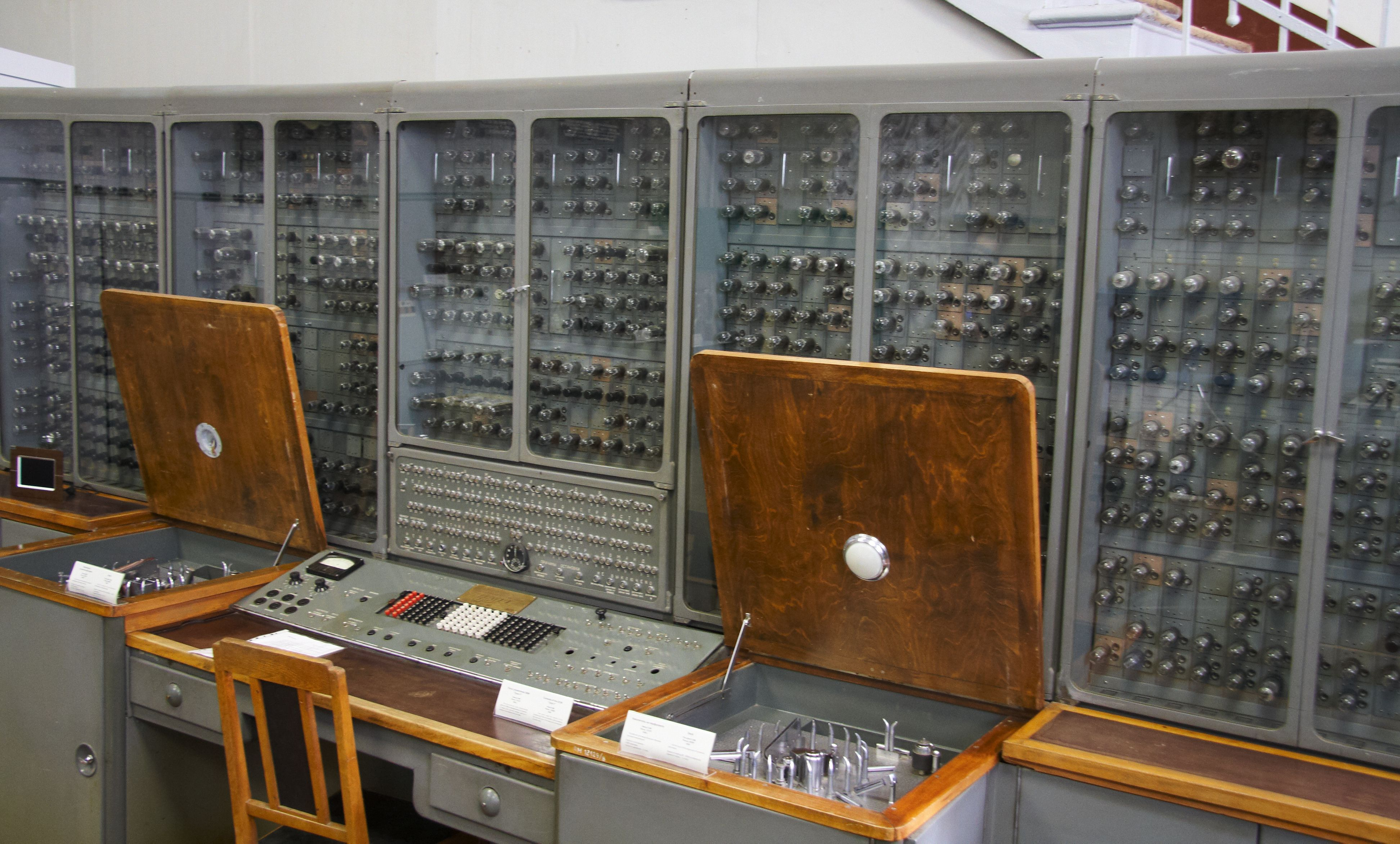
Vista de la computadora Ural-1

Las Ural fue una serie de computadoras construidas en la Unión Soviética.

## Historia
El Ural fue desarrollado en la Fábrica Productora de Computadores Electrónicos de Penza, en la Unión Soviética, entre 1959 y 1964. Se construyeron 139 equipos. La computadora fue ampliamente usada en la década de 1960, principalmente en los países socialistas; Hungría tenía tres, por ejemplo; aunque algunos equipos se exportaron a Europa Occidental y América Latina.

## Atributos
Los modelos Ural-1 a Ural-4 estaban basados en tubos de vacío (válvulas), el hardware permitía realizar 12.000 operaciones de coma flotante por segundo. Una palabra constaba de 40 bits y podía contener un valor numérico o dos instrucciones. La memoria principal era de núcleos de ferrita.[cita requerida]
La serie nueva (Ural-11, Ural-14, producidas entre 1964 y 1971) estaba basada en semiconductores.

## Funciones
Realizaba tareas matemáticas en centros de computación, industrias y centros de investigación. La máquina ocupaba aproximadamente 90-100 metros cuadrados. Estaba alimentada por corriente trifásica (380V±10%/50Hz) y contenía un estabilizador magnético trifásico con 30kVA de capacidad.

## Componentes
- Teclado
- Controladora de lectura
- Unidad de entrada de cinta perforada
- Unidad de salida de cinta perforada
- Impresora
- Unidad de cinta magnética
- Memoria de núcleos de ferrita
- ULA (unidad aritmética y lógica)
- CPU (unidad central de proceso)
- Fuente de energía
- Tubos selectrón (tipo 6N8)

## Trivia
- Charles Simonyi, quien fue el segundo húngaro en el espacio, dijo que llevó viejas cintas de papel de su computadora Ural-2 al espacio: lo ayudarían a recordar su pasado.[1]

## Fuente
- Esta obra contiene una traducción  derivada de «Ural (computer)» de Wikipedia en inglés, publicada por sus editores bajo la Licencia de documentación libre de GNU y la Licencia Creative Commons Atribución-CompartirIgual 4.0 Internacional.